# Неджміє Пагаруша
Неджміє Пагаруша (алб. Nexhmije Pagarusha; 7 травня 1933, Малішево — 7 лютого 2020) — популярна албанська співачка та акторка з Косово, яку часто називають королевою албанської музики.